# Helia extranea
Helia extranea är en fjärilsart som beskrevs av Druce. Helia extranea ingår i släktet Helia och familjen nattflyn. Inga underarter finns listade i Catalogue of Life.